# Carneiscus
Carneiscus var en filosof och anhängare av epikurismen. Han var lärjunge till Epikuros, som levde omkring 300 f.Kr.. Carneiscus är känd som författare till en essä som fragment till, hittades vid kvarlevorna i Villa dei Papyri i Herculaneum. Essäns titel är Philistas och är en essä om vänskap, mer precist hanterandet av dödsfall av en vän. Philistas (eller Philista) var en vän till Carneiscus, och hon presenteras i essän som en "mönster-epikuré". Efterlevande fragment innehåller en polemik mot Praxiphanes, Carneiscus jämför epikurismens syn på vänskap och njutning, mot den peripatetiska skolans syn på samma ämnen.